# Ramon Vila Capdevila
Ramón Vila Capdevila (Peguera, 2 avril 1908 - 7 août 1963), surnommé Caracremada, Passos Llargs ou Capitán Raymond, ou encore Jabalí (Sanglier) est un anarchiste et guérillero antifranquiste espagnol, membre de la Confédération Nationale du Travail (CNT). Il a aussi participé à la Résistance en France.

## Biographie
Ramón Vila est né en 1908 à Peguera, petit village de la région catalane de Berguedà. Lorsqu'il est très jeune, Vila est frappé par la foudre qui lui laisse des cicatrices sur le visage, ce qui lui vaut le surnom de Caracremada (Face brûlée). La foudre tue sa mère, qui était cachée avec lui pour se protéger de l'orage.
Il doit son autre surnom de Jabalí à son caractère solitaire et têtu, ainsi qu'à sa force et à son endurance. Il marchait beaucoup en montagne. Il commence très jeune à travailler dans les mines de Figols, où il adhère à la FAI (Fédération Anarchiste Ibérique) et à la CNT (Confédération Nationale du Travail), syndicat anarchiste.
En 1932, après avoir participé à une grève de travailleurs, Insurrection Figols 1932, dans le Haut Llobregat, Vila est incarcéré à Manresa et déporté à Villa Cisneros (Sahara espagnol), avec 103 autres militants anarcho-syndicalistes. Dans la période comprise entre sa remise en liberté et le début de la Guerre Civile en 1936, Vila change souvent de résidence (Berga, Fígols...), de peur d'être harcelé par la police. 
En avril 1936, Vila et son cousin Ramón Ribes sont surpris par des policiers, lors d'un braquage à Castellón de la Plana. Vila et Ribes tirent sur les officiers, et Ribes reçoit une balle lors de la fusillade qui suit, ainsi que les deux officiers. L'un des officiers est tué, et Ribes meurt de ses blessures. Vila s'enfuit d'abord mais est ensuite rattrapé par la police et à nouveau incarcéré, à la prison San Miguel de los Reyes, à Valence.
Après le coup d'Etat de juillet 1936, les anarchistes attaquent la prison, en ouvrent les portes, et laissent aux détenus le choix entre partir pour leur compte ou rejoindre leurs rangs dans ce qui allait devenir la mythique Columna de Hierro (Colonne de Fer). Comme près de 400 prisonniers, Ramón Vila libéré se joint à la lutte. Lorsque la Colonne de Fer est démantelée sous la pression de la CNT, Vila refuse d'intégrer la 83e Brigade Mixte de l'armée Républicaine qui lui succède et rentre à Berga. Il est ensuite mobilisé et intègre la 153e Brigade Mixte, issue de la militarisation, en juin 1937, de l'ancienne Columna Tierra y Libertad (Colonne Terre et Liberté) avec laquelle il lutte à Madrid, sur les fronts d'Aragon et du Segre. Il obtient plus tard le rang de commandant dans le Corps de Carabineros. Ultérieurement, vers la fin de la guerre, il occupe le poste de Délégué d'Approvisionnement dans l'usine où il a travaillé à Fígols.
Après la victoire franquiste en 1939, Ramón Vila traverse la frontière française, et il est interné dans le camp de concentration d'Argelès-sur-Mer. Cependant, l'année suivante, il s'évade et rentre en Espagne. C'est alors que Vila forme un groupe de résistance antifranquiste. 
Peu après, Vila repart en France pour acquérir de l'approvisionnement, et il est arrêté en 1943 par la Wehrmacht qui occupe la France. Il est incarcéré à Perpignan et envoyé aux travaux forcés dans une mine de bauxite. Il s'évade l'année suivante et intègre la résistance française de la zone de Limoges, mettant son expérience des explosifs au service des opérations de sabotage contre l'occupant nazi. Le bataillon dont Vila est membre appartient à la Deuxième division blindée de la France Libre, dirigée par le général Philippe Leclerc, et au maquis français de Rochechouart, où il est connu sous le nom de capitaine Raymond. Il y réalise plusieurs actions notables de sabotage qui lui valent l'octroi de la médaille de la Légion d'honneur de la part du Gouvernement français, que Vila refuse.
Après la fin de la Seconde Guerre mondiale, Vila commence à opérer avec les maquis espagnols dans les zones catalanes du Haut et Bas Llobregat, notamment dans la région de Bergada, à cheval entre la France et l'Espagne. Avec ses compagnons, il est très actif dans les années 1946 à 1949, menant des actions de sabotage, guidant des groupes d'action dans les montagnes. Il est incarcéré plusieurs fois, en France et en Espagne. A partir de 1953, les anarchistes actifs dans la guérilla étant de plus en plus recherchés en France comme en Espagne, sans être protégés même par la CNT, Vila vit dans la clandestinité aussi bien en France qu'en Espagne.
Il est mort le 7 août 1963, après avoir reçu deux tirs de la part de la Garde civile dans une embuscade à Rajadell, près du château de Balsareny. Le communiqué de presse officiel qui annonce sa mort le qualifie de "bandit".
Vila est enterré à l'extérieur du cimetière de Castellnou de Bages. Lors de la restauration de ce cimetière, le 15 juillet 2000, sa structure est modifiée pour que sa tombe est intégrée à l'intérieur du cimetière, et une plaque est apposée, avec ces mots:
« Aquí yacen los restos de Ramón Vila Capdevila. Militante de la CNT y el último de los maquis anarquista catalán, que participó en la proclamación del comunismo libertario (1932), la guerra civil (1936-39), y la Resistencia francesa (1939-45) y, durante otros 18 años, la lucha contra el franquismo. En memoria de él y de todos los que dieron su vida por la libertad y el ideal anarquista »
« Ici reposent les restes de Ramón Vila Capdevila. Militant de la CNT et dernier maquisard anarchiste catalan, qui a participé à la proclamation du communisme libertaire (1932), la guerre civile (1936-39), et la Résistance française (1939-45) et, pendant 18 ans ensuite, à la lutte contre le franquisme. En mémoire de lui et de tous ceux qui ont donné leur vie pour la liberté et l'idéal anarchiste. »
— Castellnou, El Movimiento Libertario, 15 juillet 2000